# 小無線鰨
小無線鰨（学名：Symphurus parvus）為輻鰭魚綱鰈形目鰨亞目舌鰨科的其中一種，為亞熱帶海水魚，分布於西大西洋區，從美國北卡羅萊納州至墨西哥灣海域，棲息深度20-110公尺，體長可達9公分，棲息在沿岸淺水域，生活習性不明。
其种加词“Parvus”意为“小的”。